# Zona temporaneamente autonoma
La zona temporaneamente autonoma o TAZ (dall'inglese Temporary Autonomous Zone) è un concetto introdotto nel saggio T.A.Z. Zone temporaneamente autonome (T.A.Z.: The Temporary Autonomous Zone, Ontological Anarchy, Poetic Terrorism) del 1991, l'opera più famosa dello scrittore e anarchico Hakim Bey.
Il libro descrive la tattica sociopolitica del creare temporaneamente degli spazi autogestiti al fine di eludere le strutture e le istituzioni formali imposte dal controllo sociale.
L'opera utilizza esempi storici e filosofici, quelli che cercano di condurre chi legge alla conclusione che il modo migliore per creare un sistema di relazioni sociali antistatisti è quello di concentrarsi sul presente e liberare la propria mente dai meccanismi che sono stati imposti su di essa. Il saggio di Bey assume come punto di riferimento l'anarchia post-gauchista, il movimento degli hacker e anche molto delle subculture techno-rave e cyberpunk.

## Le zone temporaneamente autonome
Le zone temporaneamente autonome descrivono la tattica sociopolitica di creare zone temporanee che eludono le normali strutture di controllo sociale. Per permettere a questa zona di esistere, il lettore deve giungere alla conclusione che il miglior modo di creare un sistema non gerarchico basato sulle relazioni, è di concentrare il tutto nel presente e di dare la possibilità ad ognuno di liberare la propria mente dai meccanismi che ci sono stati imposti.
Durante il processo di formazione di queste zone, Bey sostiene che l'informazione è un concetto chiave, passante attraverso le crepe delle normali procedure istituzionali. Un'informazione permette la possibilità di dubitare del sistema ed è per questo che gli enti cercano di censurarla o di influenzarla. Durante il periodo in cui si insinua il dubbio, nasce un nuovo "territorio mentale". L'idea di TAZ si sviluppa nel soggetto. Successivamente se questo si sviluppa in più soggetti esso può divenire reale (come l'Utopia Pirata) che si viene a creare sul confine di regioni prestabilite dai meccanismi istituzionali.

Qualsiasi tentativo di far permanere una TAZ oltre il breve momento in cui è formata, la fa deteriorare sino a divenire un sistema strutturato, che inevitabilmente debilita la creatività individuale. In questo momento la creatività è veramente potenziata nel tentativo di ricreare una nuova zona.
Bey successivamente sviluppò il concetto oltre il "temporaneamente", affermando che "dobbiamo considerare il fatto che non tutte le zone autonome esistenti sono 'temporanee'. Alcune sono... più o meno 'permanenti'." Da qui, il concetto di Zona permanentemente autonoma.